# Nationaal park São Joaquim
Nationaal park Sao Joaquim is een nationaal park in Brazilië, gelegen in de Serra Geral, een berggebied in de staat Santa Catarina in het zuiden van het land. Het park is bedoeld om de regenwouden te beschermen. Het park is opgericht in 1961, is 493 km² groot en in beheer bij het Chico Mendes Instituut voor Biodiversiteitsbehoud (ICMBio). 

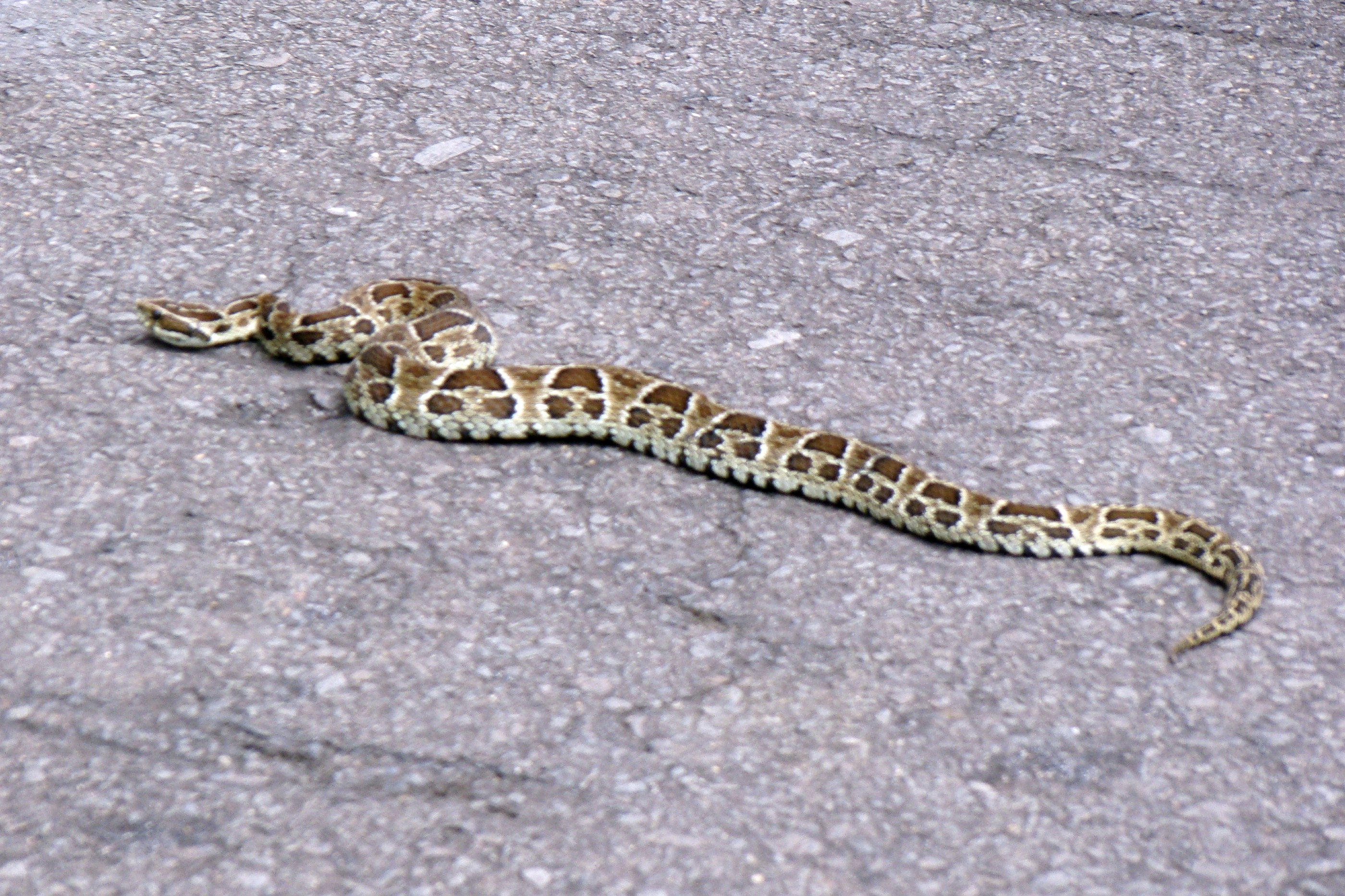
Bothrops alternatus, een van de dieren (een lanspuntslang) in het park

## Geografie
Het park heeft een onregelmatig reliëf, met hoogtes variërend tussen 300 en 1822 m. op de hellingen bevinden zich grotten en bossen en er zijn vele canyons. De hoogste  piek is de Morro da Igreja van 1822 m hoog. De bodem bestaat uit zandsteen, basalt en vulkanisch gesteente.
Op de Morro da Igreja van 1822 meter hoog, is de gemiddelde jaarlijkse temperatuur is 7° C. Daar en op de 1600 m hoge Campos de Santa Bárbara is er 's winters regelmatig sneeuwval.

## Flora en Fauna
De vegetatie bestaat uit Atlantisch Woud, Araucariabos, hooggelegen graslanden en nevelwoud.

## Toerisme
De meest populaire attracties van het nationale park zijn een rotsspleet in de Morro da Igreja, de met sneeuw bedekte bergen,  watervallen, zoals de Cachoeira do Avencal en rotsachtige valleien en kloven, zoals de "canionlaranjeiras". Het park is open voor publiek maar gidsen zijn vereist. De toegangswegen zijn slecht.
Abrolhos · 
Amazônia · 
Aparados da Serra · 
Araguaia · 
Araucárias · 
Boa Nova · 
Brasília · 
Cabo Orange · 
Campos Amazônicos · 
Campos Gerais · 
Caparaó · 
Catimbau · 
Cavernas do Peruaçu · 
Chapada das Mesas · 
Chapada Diamantina · 
Chapada dos Guimarães · 
Chapada dos Veadeiros · 
Descobrimento · 
Emas · 
Fernando de Noronha · 
Grande Sertão Veredas · 
Iguaçu · 
Ilha Grande · 
Itatiaia · 
Jamanxim · 
Jaú · 
Jericoacoara · 
Juruena · 
Lagoa do Peixe · 
Lençóis Maranhenses · 
Montanhas do Tumucumaque · 
Monte Pascoal · 
Monte Roraima · 
Nascentes do Rio Parnaíba · 
Pacaás Novos · 
Pantanal Matogrossense · 
Pau Brasil · 
Pico da Neblina · 
Pontões Capixabas · 
Restinga de Jurubatiba · 
Rio Novo · 
Saint-Hilaire/Lange · 
São Joaquim · 
Sempre Vivas · 
Serra da Bocaina · 
Serra da Bodoquena · 
Serra da Canastra · 
Serra da Capivara · 
Serra da Cutia · 
Serra da Mocidade · 
Serra das Confusões · 
Serra de Itabaiana · 
Serra do Cipó · 
Serra do Divisor · 
Serra do Itajaí · 
Serra do Pardo · 
Serra dos Órgãos · 
Serra Geral · 
Sete Cidades · 
Superagüi · 
Tijuca · 
Ubajara · 
Viruá